# Earin
Earin är ett svenskt företag som utvecklar små, trådlösa hörlurar, designade för att kopplas ihop med enheter via Bluetooth. Företaget släppte sin första modell (M-1) av hörlurarna år 2015 med den följande modellen (M-2) som släpptes på marknaden 2018. Earin grundades 2014 och är baserat i Malmö, Sverige.

## Historia
Earin grundades år 2014 i Malmö, Sverige av Kiril Trajkovski, Olle Lindén, och Per Sennström. Trajkovski är företagets CEO, Lindén som dess CTO, och Sennström som dess COO. Företaget startade en Kickstarter kampanj år 2014, som samlade in 1,5 miljoner USD till att framställa sina trådlösa hörlurar. Earin introducerade den första iterationen av sina hörlurar (kända som Earin M-1 modellen) till marknaden på hösten av 2015. Vid slutet av året, erhöll företaget även 15 miljoner SEK i riskkapital från BlueWise Fund. I januari 2017, presenterade Earin den andra generationen (Earin M-2) av sina hörlurar på det årets Consumer Electronics Show (CES). Senare den månaden, samlade företaget ihop 30 miljoner SEK från en grupp av aktieinvesterare, bland annat Midroc Invest, LMK, och Granitor Invest.
Samma år, tog företaget hem två vinster hos German Design Awards, Excellent Product Design och Entertainment Product. I januari 2018, kungjordes det på CES att musikern will.i.ams hemelektronikföretag, i.am+, hade köpt upp Earin. Avtalet, däremot, slutfördes aldrig och det meddelades i maj år 2019 att den hade avblåsts helt och hållet på grund av "ouppfyllda åtaganden". Trots detta, släpptes Earin M-2 hörlurarna till marknaden i augusti 2018. Genom att medge denna innovation på marknaden, har M-1 modellen nyligen lagts till i det svenska Nationalmuseet som en del av den permanenta samlingen.

## Produkter
Earin framställer en uppsättning små, lättviktiga och trådlösa hörlurar som sammankopplar med smartphones via Bluetooth. Från och med 2020, har företaget släppt två generationer av dess hörlurar: M-1:an och M-2:an. Den nyare M-2 versionen har funktionella uppgraderingar såsom inbyggda mikrofoner och touch-funktioner till att svara samtal, spela musik och få tillgång till röststyrning via Siri eller Google. Hörlurarna kan laddas i en portabel magnetisk laddkapsel, och när de är operativa, är båda öronsnäckorna kopplade till varandra genom near-field magnetic induction communication. Båda öronsnäckorna är designade till att fungera i antingen vänster eller höger öra.